# پیشی‌ماهی‌ها
پیشی‌ماهی‌ها (نام علمی: Ictalurus) نام یک سرده از تیره پیشی‌ماهیان است.